# انتشارات مرغ آمین
نشر مرغ آمین یک موسسه انتشاراتی ایرانی به مدیریت ابراهیم رحیمی خامنه‌ای است. در شهریور ۱۳۷۴، دفتر این انتشارات که در خیابان کریم‌خان تهران قرار داشت، توسط گروه انصار حزب‌الله در اعتراض به چاپ رمان و خدایان دوشنبه‌ها می‌خندند نوشته رضا خوش‌بین خوش‌نظر به آتش کشیده‌شد. احمد جنتی نیز در خطبه‌های نماز جمعه از آتش‌زدن این انتشارات حمایت کرده‌بود، اما هاشمی رفسنجانی در خاطرات خود از ملاقاتی با سیدعلی خامنه‌ای یاد می‌کند که دربارهٔ این مسئله گفتگو کرده‌است. او می‌نویسد؛ «در مورد اظهارات آقای [احمد] جنتی که آتش‌زدن کتابخانه‌ای [=کتابفروشی مرغ آمین] را تأیید کرده‌بود، هردو اتفاق‌نظر داشتیم که مضر است و باید به نحوی جبران شود.»

## در سینما
بخشی از فیلم اعتراض به کارگردانی مسعود کیمیایی که به جنبش اعتراضی دانشجویان می‌پردازد در کتابفروشی انتشارات مرغ آمین فیلمبرداری شده‌است. در این فیلم شخصیت‌های رضا و لادن در این کتابفروشی با یکدیگر ملاقات می‌کنند و کتابفروشی محل بحث و تبادل نظر دانشجویان منتقد است.